# Raymond Langendries
Raymond A. Langendries est un homme politique belge né le 1er octobre 1943 à Tubize.

## Biographie
Diplômé comme instituteur, il exerce cette fonction de 1964 à 1972. Sa carrière politique débute avec son élection comme conseiller communal en 1971 à Tubize. Elle s'est terminée aussi, à ce niveau local, après avoir été bourgmestre de sa commune durant 18 ans.
Membre du cdH, il a été secrétaire parlementaire, secrétaire de parti, bourgmestre de Tubize, président de la Chambre, député fédéral et député européen et surtout Ministre de la fonction publique, il est reconnu comme un disciple de Charles-Ferdinand Nothomb dont il a été le chef de cabinet.
Il est bourgmestre de Tubize de 1995 à 2012. Défait lors des élections communales d'octobre 2012, à la suite d'une victoire du parti socialiste, qui a choisi de s'allier avec le MR et Ecolo, il choisit de ne pas siéger comme conseil communal dans l'opposition.
Même s'il n'a plus de mandat comme élu, Raymond Langendries conserve néanmoins un poste d'influence en présidant la SOFICO, structure de financement des axes routiers et fluviaux wallons.
Raymond Langendries est également président du club de football AFC Tubize.
Lors de la crise politique de l'été 2007, Raymond Langendries est l'un des ministres d'État consultés par le roi Albert II.
Le 17 juillet 2008, à la suite de la démission refusée d'Yves Leterme, le roi le nomme émissaire royal – ainsi que Karl-Heinz Lambertz et François-Xavier de Donnea – pour « examiner de quelle manière des garanties peuvent être offertes pour entamer d'une manière crédible un dialogue institutionnel ».

## Carrière politique
- 1971 - 2012 : conseiller communal à Tubize
- 1974 - 1979 : secrétaire national du PSC (Parti Social Chrétien)
- 1976 - 1982 : échevin à Tubize
- 1979 - 1981 : député belge
- 1985 - 1991 : sénateur belge
- 1989 - 1992 : ministre de la fonction publique (gouvernements Martens VIII et Martens IX).
- 1991 - 2004 : député fédéral belge
- 1995 - 1999 : président de la Chambre des représentants de Belgique
- 1995 - 2012 : bourgmestre de Tubize
- 2004 - 2009 : membre du parlement européen

## Distinctions
- Grand-croix de l'ordre de Léopold II (2009)[4].
- Nommé ministre d'État en 2002.